# Лыонг Тхый Линь
Лыо́нг Тхый Линь (вьет. Lương Thùy Linh; род. 15 августа 2000, Каобанг) — вьетнамская модель и телеведущая, участница конкурса красоты «Мисс мира 2019».

## Биография
В декабре 2019 года представляла Вьетнам на международном конкурсе красоты «Мисс мира 2019», проходивший в Лондоне. По итогам конкурса Лыонг Тхый Линь вошла в топ-12 финалисток. Она вошла в топ-10 в конкурсе «Красота с целью» и была признана 1-й Вице-мисс мира в конкурсе «Топ модель». 
В сентябре 2022 года с отличием окончила Университет внешней торговли в Ханое. В ноябре 2024 года было объявлено, что она продолжит своё образование по специальности «Международная экономика» с целью получить докторскую степень в Университете экономики и бизнеса при Национальном университете.